# クラウディア・ロート
クラウディア・ベネディクタ・ロート（ドイツ語: Claudia Benedikta Roth、1955年5月15日 - ）は、ドイツの政治家。同盟90/緑の党に所属し、同党の共同党首や連邦議会副議長を歴任した。

## 経歴
ウルム生まれ。バイエルン州バーベンスハウゼンで育つ。父は医師、母は歯科医であった。妹が2人。カトリック教会の洗礼を受けるが、女性の役割に対するカトリック教会の考え方に不満を持ち、離脱している。クルムバッハのギムナジウムに通い、学級委員や生徒会長を務めた。1974年にアビトゥーアに合格して演劇学の勉強を始めるが、1年で中退。メミンゲンのシュヴァーベン州立劇場で脚本家として働く。ついでドルトムントやウンナの市立劇場に勤める。1982年にはロックバンド Ton Steine Scherben のマネージャーとなるが、1985年にこのバンドは解散した。

### 政治活動
1971年から1990年まで自由民主党の下部組織（1982年に分離独立）であった若い民主主義者（Jungdemokraten） に所属していた。1987年、緑の党に加入。1985年から1989年まで、緑の党のドイツ連邦議会議員団報道官を務めた。1989年、欧州議会議員に当選。1994年から同議会で同盟90/緑の党議員団長を務め、市民の自由・内務委員会、外交委員会、特別調査委員会などに属する。EU・トルコ委員会副委員長。
1994年には同性愛者の権利を求める「ロート報告」可決に尽力。またトルコ国内の少数民族クルド人の権利擁護運動に尽力した。1994年にはイスタンブールに事務所を開設。トルコのアイワズ・ギョクデミル次官にトルコの人権状況を伝えようとしたところ「売春婦」と罵られたため、慰謝料を求めて法廷闘争を繰り広げ、勝ち取った慰謝料をトルコの婦人権利擁護団体に寄付した。トルコのEU加盟には賛成している。
1998年連邦議会選に立候補し、当選。人権・人道支援委員会委員長を務める。党の婦人政策広報官も兼任。

### 同盟90/緑の党党首

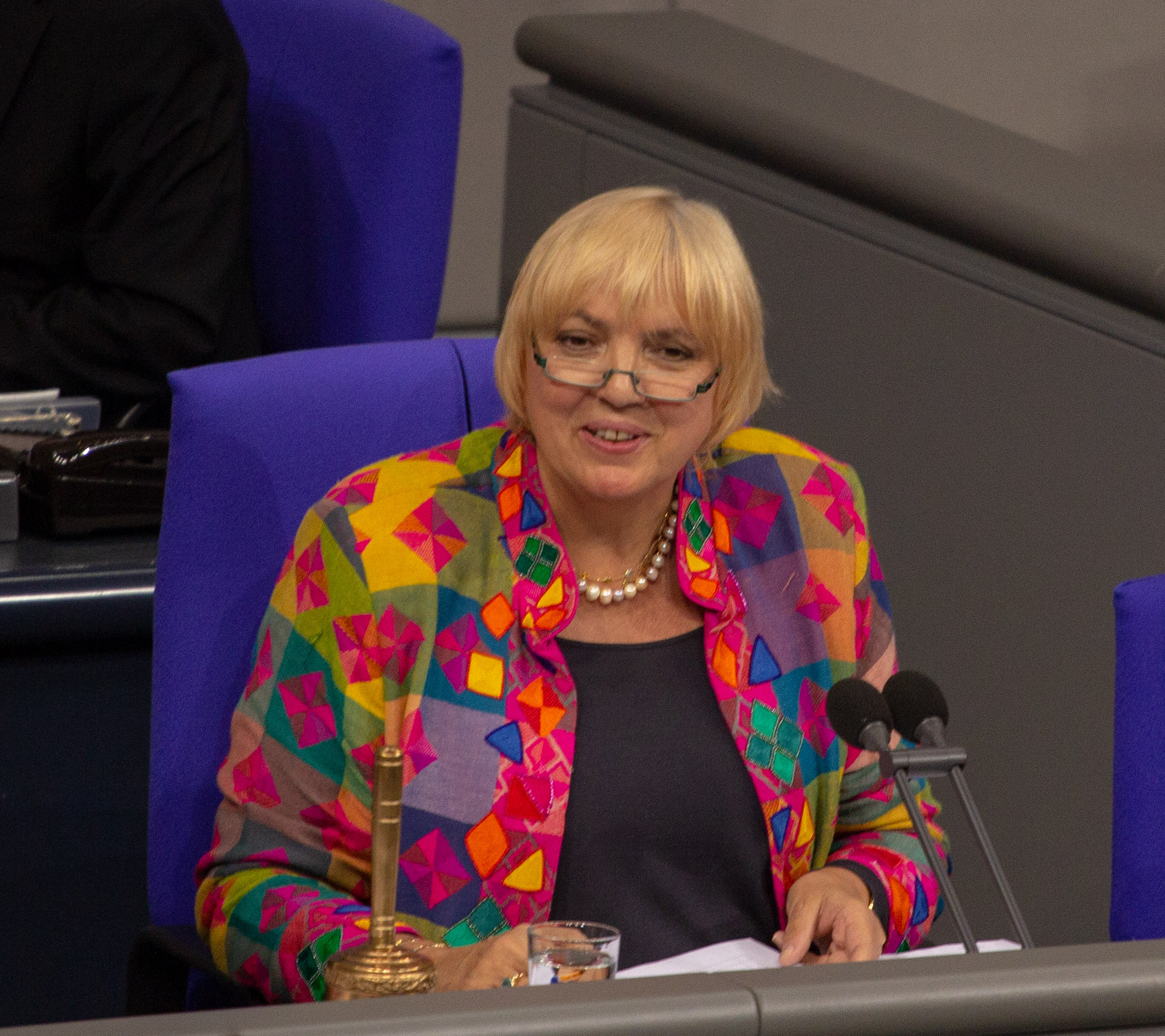
連邦議会にて（2019年）

2001年3月9日、同盟90/緑の党党首に選出される。同盟90/緑の党は連邦議会議員の党首兼任を認めていなかったため、2002年9月の連邦議会選での再選を機に、2002年12月の党首選の候補に名乗り出なかった。2002年より連邦議会外交委員会委員代理。2003年の党大会で連邦議会議員と党首の兼任禁止が緩和されたため、2004年10月にラインハルト・ビュティコーファーと共に党首に選出された。2003年から2004年、ドイツ政府人権政策及び人道支援担当参与を務める。2005年の連邦議会選で再選し、2006年12月の党大会では66％の得票で党首続投が支持された。2008年11月にも82.7％の支持を得て、新たに選出されたジェム・オズデミルと共に党首に再選された。2012年11月の党大会では88.5%の得票で党首に再選。
2013年から2021年までドイツ連邦議会の副議長を務めた。
2021年に、同盟90/緑の党と社会民主党（SPD)、自由民主党（FDP）の3党連立により発足したショルツ内閣で、文化・メディア大臣に就任した。

## 表彰
2004年6月30日、人権擁護や人道支援での活動を賞され、フランス政府よりレジオンドヌール勲章（騎士級）を授与されている。

## 語録
- 「好むと好まざるとに関わらず、ドイツは多文化主義社会です。緑の党は『多文化社会はもはや夢ではない』をモットーに、移民政策で守りに入ることはありません」（『フランクフルター・アルゲマイネ・ツァイトゥング』、2004年11月20日付）

## 著書
- Claudia Roth: Das Politische ist privat, Erinnerungen für die Zukunft Berlin 2006 ISBN 3-351-02635-8